# Sony Sugar
Le Sony Sugar est un club kenyan de football et basé à Awendo.

## Palmarès
- Championnat du Kenya de football (1)
  - Champion : 2006
  - Vice-Champion : 2008